# Suholitivka, Novomîrhorod
Suholitivka (în ucraineană Сухолітівка) este un sat în comuna Korobciîne din raionul Novomîrhorod, regiunea Kirovohrad, Ucraina.

## Demografie
Componența lingvistică a localității Suholitivka
     Ucraineană (89,74%)
     Română (10,26%)
Conform recensământului din 2001, majoritatea populației localității Suholitivka era vorbitoare de ucraineană (89,74%), existând în minoritate și vorbitori de română (10,26%).